# تیم ملی والیبال مردان بلژیک
تیم والیبال مردان بلژیک یک تیم والیبال متشکل از مردان والیبالیست کشور بلژیک است که به نمایندگی از این کشور در میادین بین‌المللی حاضر می‌شود.